# قانون ضرب سکه سال ۱۸۷۳
قانون سکه سال ۱۸۷۳ (انگلیسی: Coinage Act of ۱۸۷۳) یا قانون ضرابخانه سال ۱۸۷۳، ۱۷ آمار. ۴۲۴، یک تجدید نظر کلی از قوانین مربوط به ضرابخانه ایالات متحده بود. در لغو حق دارندگان شمش نقره به فلز خود را به سکه دلار قانونی رخ داد، آن در ایالات متحده بصورتی پایدار و محکم در استاندارد طلا به دلیل قانون ستیز در سال‌های بعد و توسط افرادی که تورم را به عنوان "جنایت ۷۳" نامیدند محکوم گردید.
زمانی که قیمت نقره در سال ۱۸۷۶ کاهش یافت، تولید کنندگان به دنبال راهی گشتند که شمش آن را در ضرابخانه بزنند، موضوع جنجال سیاسی عمده‌ای است که به طول انجامید باقی‌مانده از قرن، ایجاد حفره کسانی که استاندارد طلا تورم در برابر کسانی که معتقد سکه رایگان از نقره لازم برای رونق اقتصادی به ارزش تبدیل شد. اتهامات ساخته شده بودند که تصویب این قانون از طریق فساد تأمین شده بود، هر چند شواهد کمی از این وجود دارد. استاندارد طلا به صراحت به قانون در سال ۱۹۰۰ تصویب شد، و به طور کامل توسط ایالات متحده در سال ۱۹۷۱ رها شد. همچنین شخصی اقتصاد دان به نام جان جی ناکس نقش مهمی را در این میان ایفا می‌کرد.

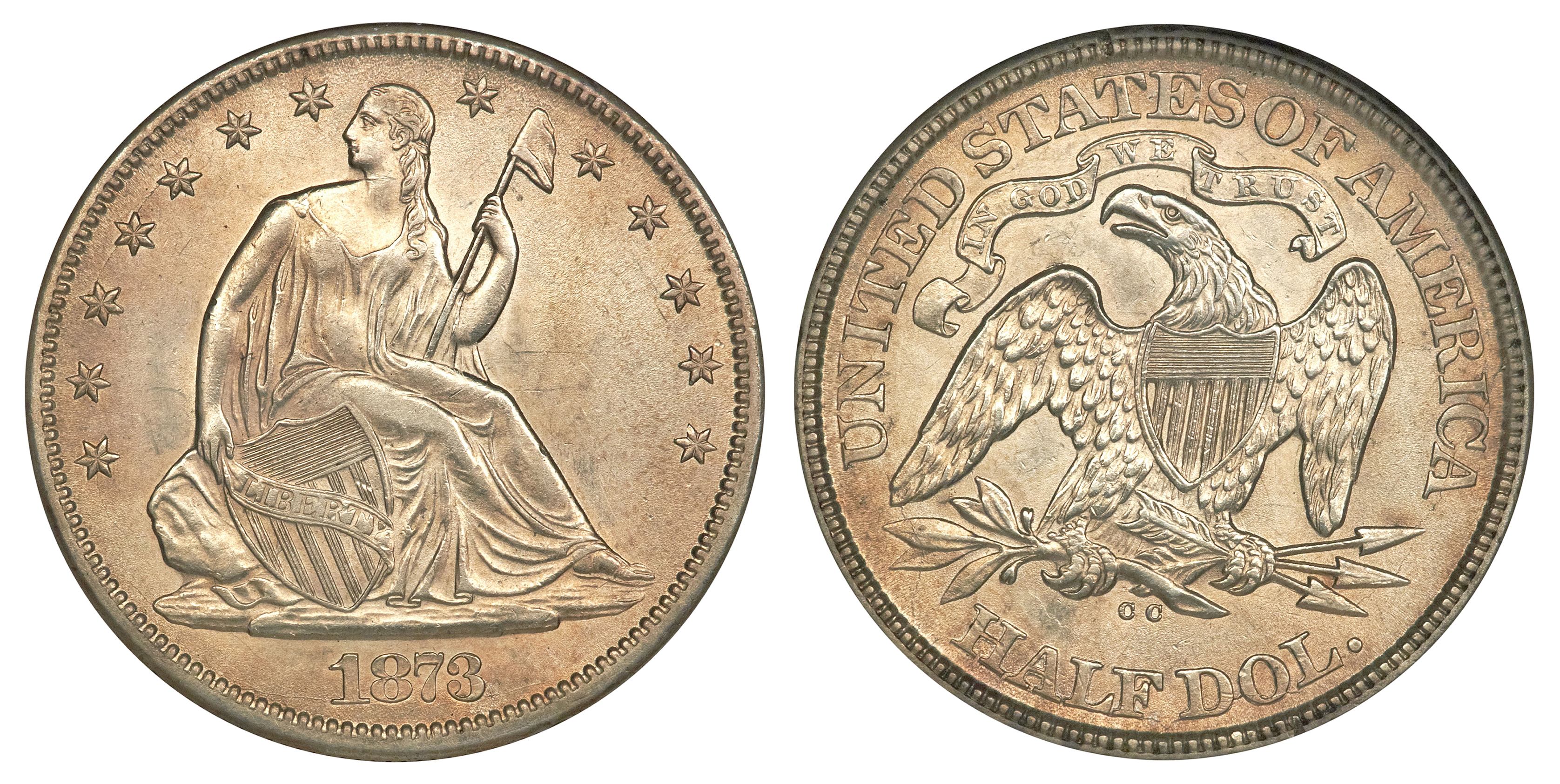
تحت یک حرکت در سال ۱۸۵۳، سپرده گذاران دیگر نمی‌توانستند فلز خود را به نیم دلار ضرب کنند.
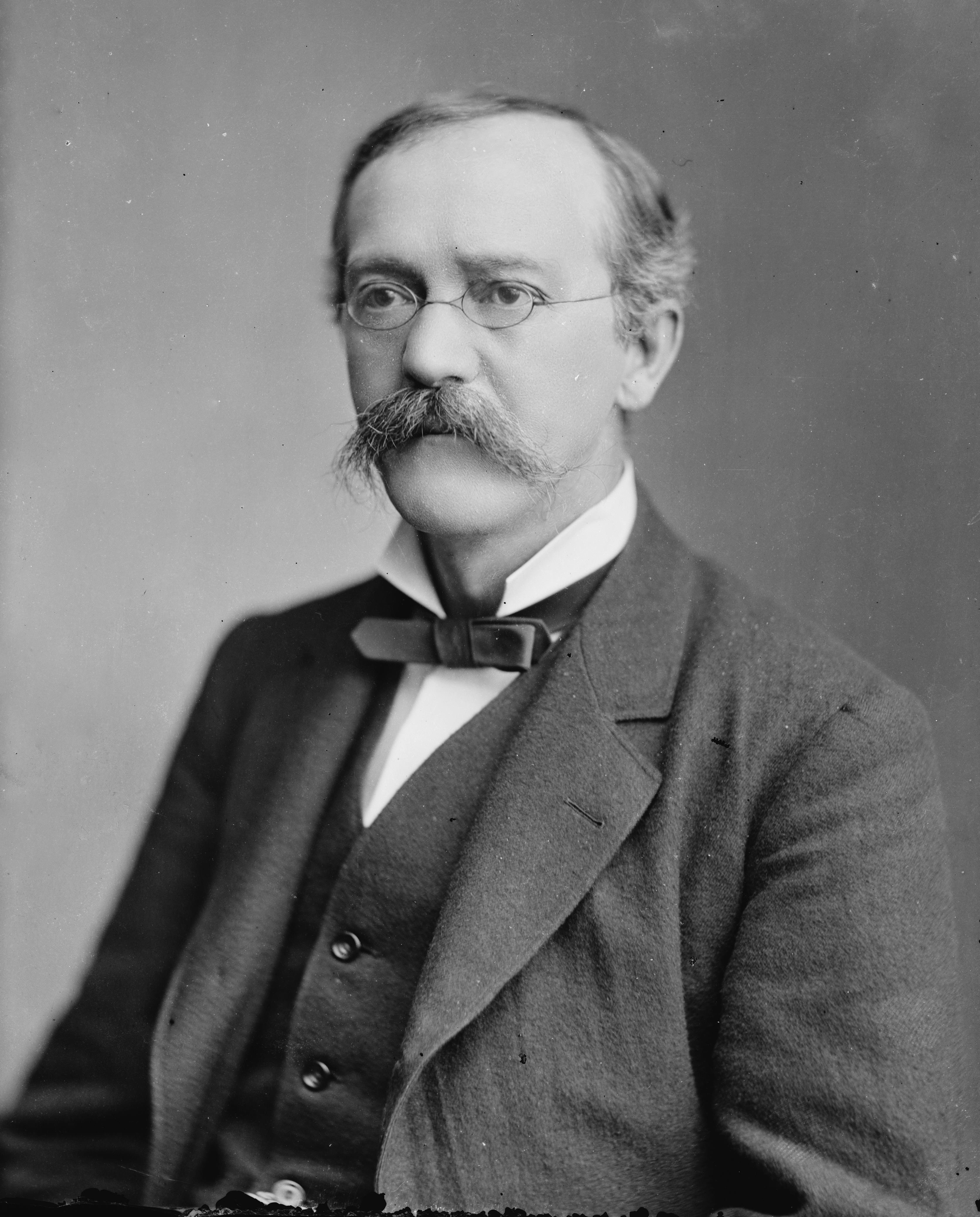
جان جی ناکس، عکس از متیو بریدی